# Dobřínsko
Dobřínsko (en allemand : Dobrzinsko) est une commune du district de Znojmo, dans la région de Moravie-du-Sud, en République tchèque. Sa population s'élevait à 388 habitants en 2020.

## Géographie
Dobřínsko se trouve à 4 km à l'ouest de Moravský Krumlov, à 27 km au nord-est de Znojmo, à 30 km au sud-ouest de Brno et à 175 km au sud-est de Prague.
La commune est limitée par Jamolice au nord, par Moravský Krumlov à l'est et au sud, et par Dolní Dubňany à l'ouest.

## Histoire
La première mention écrite du village date de 1131.